# Ivan Petrovič Pavlov
Ivan Petrovič Pavlov (14. záříjul./ 26. září 1849greg., Rjazaň – 27. února 1936, Leningrad) byl ruský fyziolog, psycholog a lékař, který se zabýval studiem trávicích procesů a s nimi spojených reflexů. V roce 1904 obdržel za své výzkumy Nobelovu cenu za fyziologii a medicínu. Byl 24. nejcitovanějším psychologem ve 20. století.

## Život a výzkum

### Mládí a studium
I. P. Pavlov byl pro tehdejší politickou situaci v Rusku poněkud nepohodlnou osobou, a tak bylo jistým problémem zjistit některé údaje o jeho životě, jelikož v různých publikacích se lišily. Narodil se 26. září 1849 v Rjazani v rodině pravoslavného duchovního. Nejprve studoval církevní školu, v roce 1864 přestoupil na teologický seminář. Inspirován pokrokovými myšlenkami Pisarova a Sečenova opustil Pavlov církevní kariéru a zasvětil svůj život vědě.

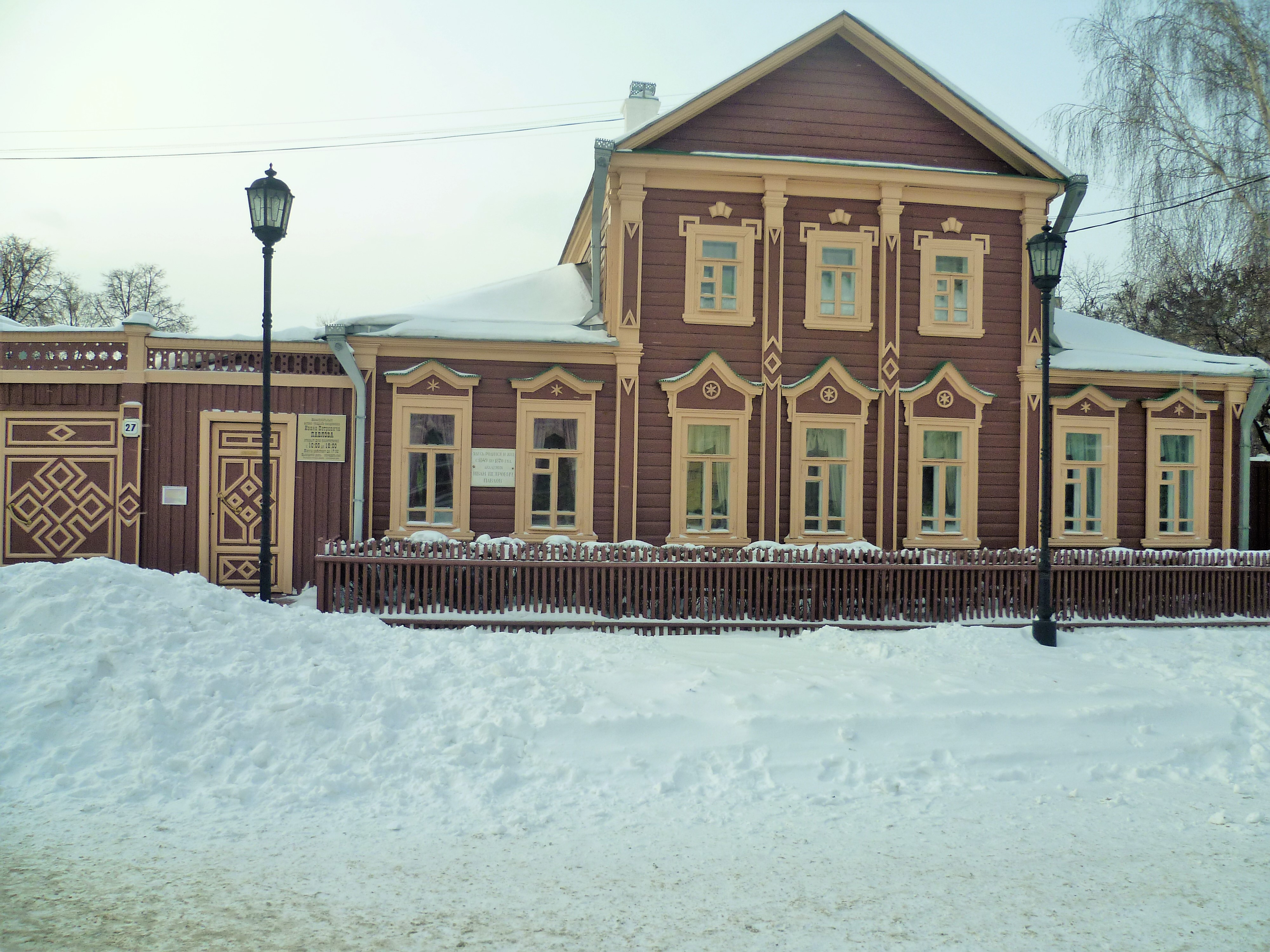
Pavlovův rodný dům v Rjazani (dnes muzeum)

V roce 1870 se zapsal na právnickou  fakultu univerzity v Petrohradě, odkud po několika dnech na povolení rektora přestoupil na fakultu chemie a fyziky a navštěvoval kurzy přírodních věd. Studoval fyziologii, která se stala skutečnou náplní jeho života. Již během tohoto prvního kurzu publikoval ve spolupráci se svým spolužákem Afanasjevem odbornou publikaci o pankreatických nervech. Toto dílo bylo široce uznáváno a oceněno Zlatou medailí. Napsal také spolu se spolužákem Velikým vědeckou práci o vlivu vegetativní nervové soustavy na krevní oběh. Od roku 1875 pokračoval ve studiu na vojenské lékařské akademii a v roce 1879 obdržel lékařský titul s vyznamenáním. Od roku 1878 pracoval pod vedením jednoho ze svých učitelů S. P. Botkina v laboratoři na jeho klinice, kde zkoušeli techniku s umělým okruhem krevního oběhu. Absolvoval odborné stáže u profesora Ludwiga v Lipsku a Heidenhaina ve Vratislavi. Po návratu se stal vedoucím fyziologické laboratoře na Botkinově klinice. Zkoumal srdeční nervy psů a za disertaci Odstředivé nervy srdce získal v roce 1883 titul doktora lékařských věd, vzápětí docenturu.

### Soukromý život
V roce 1881 se oženil se studentkou pedagogického institutu Serafinou Vasiljevnou Karčevskou. V této době žili manželé Pavlovovi v naprosté chudobě a zemřel jejich prvorozený syn. V roce 1884 se jim narodil druhý syn Vladimír a počátkem devadesátých let další tři děti: Věra, Viktor a Vsevolod. Vědec rád relaxoval se svou ženou a dětmi ve městě Sillamäe, kde si  od roku 1891 až do revoluce pronajímali  letní chatu po celou letní sezónu. Pracoval na zahradě, s rodinou chodil na vycházky do lesa a organizoval výlety na kole. Měl velké sbírky poštovních známek, knih a obrazů ruských malířů.   

### Vědecký výzkum a úspěchy
S nástupem roku 1887 byl Pavlov povýšen na dvorního radu.

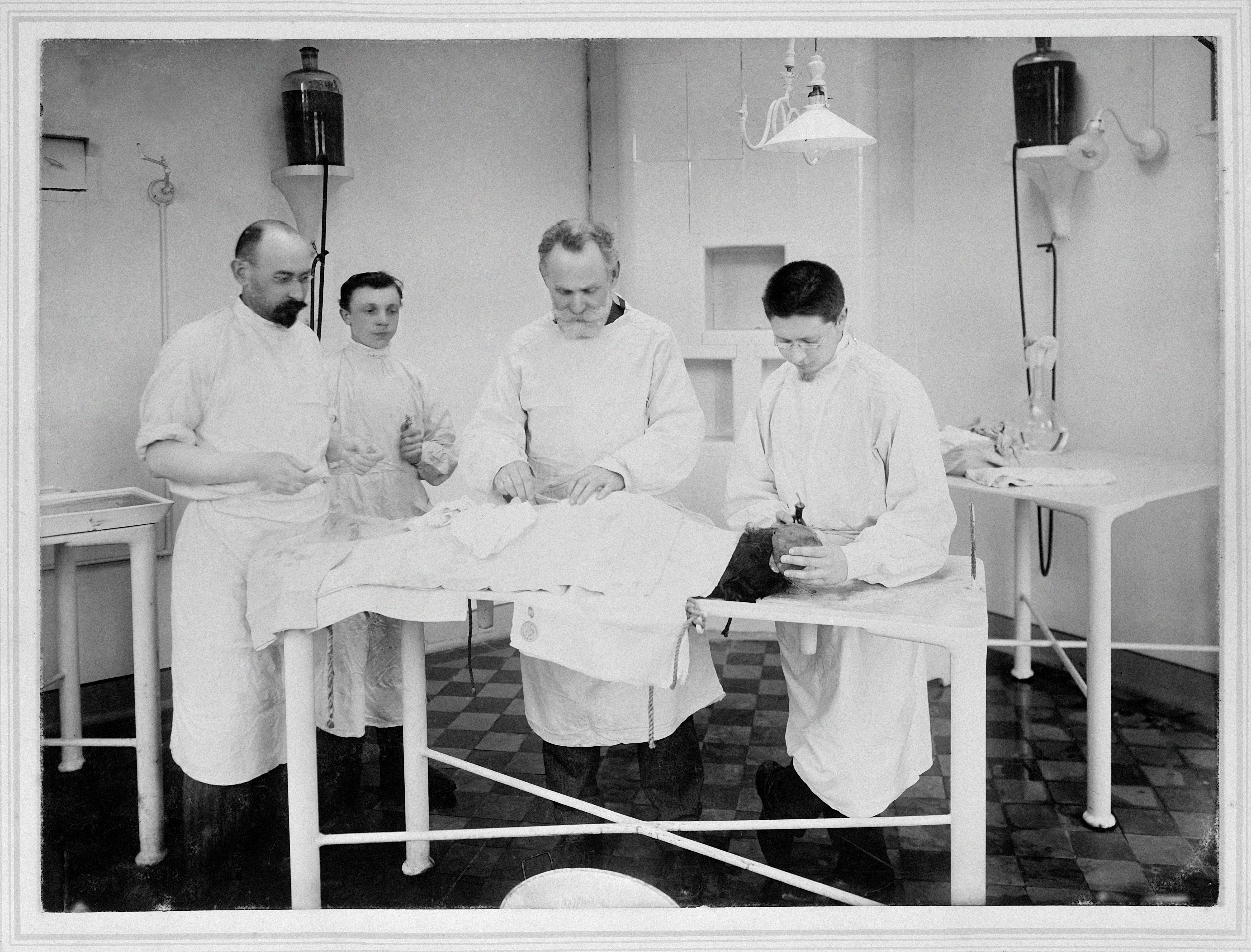
I.P.Pavlov (druhý zprava) se třemi kolegy při operaci psa

V roce 1890 byl jmenován profesorem a vedoucím katedry  farmakologie na Vojenské lékařské akademii v Petrohradě. Současně byl pověřen mecenášem Institutu experimentální medicíny princem Alexandrem Petrovičem Oldenburským zřízením fyziologického oddělení, které pak vedl až do své smrti. Zde v letech 1891–1900 provedl Pavlov většinu svého výzkumu fyziologie trávení a otevřel cestu k novým pokrokům v teoretické i praktické medicíně. Při experimentech na psech používal novou operační techniku. V narkóze jim implantoval píštěle, umělá propojení mezi orgány a cévami. Popsal fenomén psychické sekrece u psů. Dospěl k rozlišení dvou typů reflexů – vrozených a dále reflexů vyvolaných nepřímo určitými kombinacemi vnějších podnětů (spojených s vrozenými), které nazval reflexy podmíněnými. Ukázal, že nervový systém hraje dominantní roli v regulaci trávicího procesu a tento objev je ve skutečnosti základem moderní fyziologie trávení. Položil tak základy mechanisticky orientované psychologie.
Své objevy nakonec shrnul ve sborníku Podmíněné reflexy (1923):
- Nepodmíněný podnět – působí bez žádných zvláštních podmínek;
- Nepodmíněný reflex – reakce na nepodmíněný podnět (instinkt);
- Podmíněný podnět – původně neutrální podnět;
- Podmíněný reflex – reakce na podmíněný podnět.

Využití těchto klasických podmiňování se užívá v léčbě alkoholismu – alkoholikovi se po požití, čichnutí, nebo dívání se na alkohol podá tableta, která do půl hodiny způsobí zvracení. Takto se to užívá několik týdnů a závislý člověk si podmíní tuto spojitost, tzn. že po ukončení léčby mu pohled, vůně i chuť na alkohol působí pocit zvracení, takže se k tomuto zlozvyku těžko vrací.

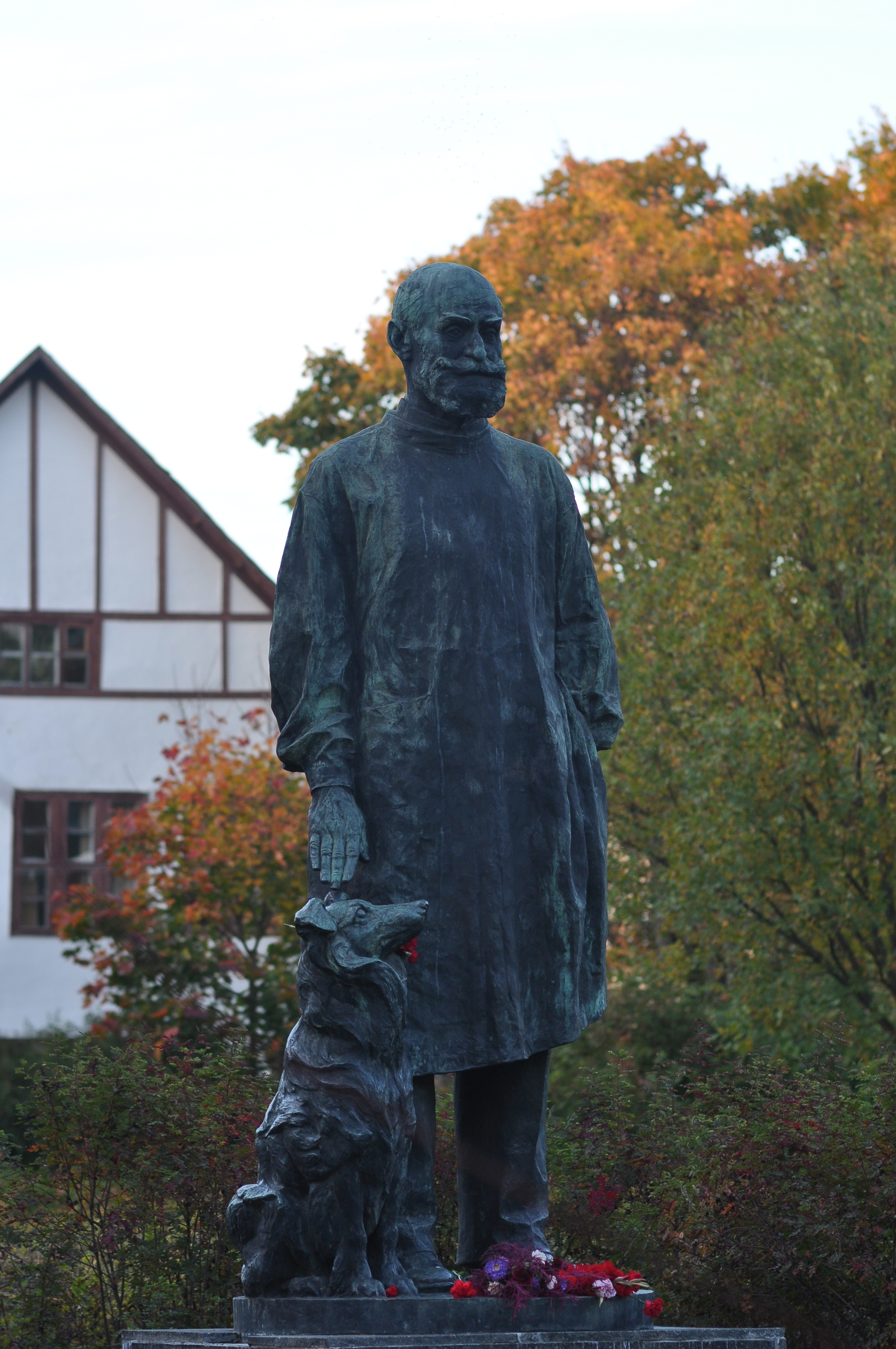
Pomník I.P.Pavlova před jeho domem ve vědeckém městečku Fyziologického ústavu

V roce 1896 se stal  vedoucím katedry fyziologie Vojenské lékařské akademie. O dva roky později publikoval své závěry z oblasti fyziologie zažívacího traktu v práci s názvem Příspěvky k funkci hlavních trávicích žláz a roku 1903 vystoupil na mezinárodním kongresu lékařů v Madridu s přednáškou  Experimentální psychologie a psychopatologie zvířat. Roku 1904 byl vyznamenán Nobelovou cenou za fyziologii a medicínu. V roce 1907 byl zvolen řádným členem carské petrohradské akademie věd.  Uznání se mu dostalo i v zahraničí. V roce 1912 mu byl udělen čestný doktorát na univerzitě v Cambridge a v následujících letech čestné členství v různých vědeckých společnostech v zahraničí. Na doporučení lékařské akademie v Paříži mu byl v roce 1915 udělen Řád čestné legie. Byl čestným členem Moskevské univerzity (1916).  

### Poslední léta života
Po říjnové revoluci se Pavlov od nového režimu distancoval: nosil carská vyznamenání, chodil do kostela na bohoslužby, vyjadřoval se proti teroru a represím. Způsob vlády bolševiků analyzoval v sérii přednášek o podmíněných reflexech. V červnu 1920 požádal bolševickou vládu o povolení k emigraci, jeho žádost podpořil švédský Červený kříž. Nová vláda nechtěla připustit odchod světově známého vědce a na přímý Leninův zásah byl v červnu 1921 vydán dekret, který ocenil Pavlovovy zásluhy a vytvořil mu podmínky pro další vědecký výzkum. Od roku 1925 až do konce svého života vedl Pavlov nově vybudovaný Fyziologický ústav Akademie věd SSSR v Koltuši. Práci přijal pod podmínkou, že bude v místě postaven nový kostel. Nadále však veřejně kritizoval bolševickou vládu a stal se národním symbolem politického odporu. Ve třicátých letech se jeho kritický  postoj zmírnil, oceňoval snahu vlády rozvíjet vědu a podporovat jeho ústav. Své negativní názory na revoluci, bolševické metody vládnutí a jejich mocenské ambice však nezměnil.  Komunistický režim  prezentoval Pavlova po jeho smrti jako vzor sovětské vědy a jeho politické názory zamlčoval. Teprve v devadesátých letech 20. století se začaly objevovat nové stránky Pavlovovy osobnosti.
Dne 27. února 1936 zemřel v Leningradě na bronchopneumonii, což je zánět v důsledku vniknutí bakterií do plic. Sovětská vláda mu uspořádala státní pohřeb. Jeho hrob je  na Volkovském hřbitově, v části zvané Literární mosty.